# Alfredo Catalani
Alfredo Catalani, italijanski operni skladatelj, * 19. junij 1854, Lucca, Italija, † 7. avgust 1893, Milano, Italija.
Danes je poznan po svoji zadnji operi štiridejanki La Wally, ki je bila krstno uprizorjena 20. januarja 1892 v milanski Scali.